# Timema chumash
Timema chumash är en insektsart som beskrevs av Morgan Hebard 1920. Timema chumash ingår i släktet Timema och familjen Timematidae. Inga underarter finns listade i Catalogue of Life.